# Le Petit Bougnat
Le Petit Bougnat es el nombre de una película francesa dirigida por Bernard Toublanc-Michel y estrenada en 1970. Estuvo protagonizada por  Claude Amazan y Isabelle Adjani, marcando el debut de la actriz.

## Sinopsis
La historia se basa en dos jóvenes adolescentes que se encuentran en un campamento de verano. Bougnat, a quien su madre olvidó inscribirlo, llega por casualidad a encontrarse allí. Este conoce a Rose y ambos intentan escapar. Sin embargo, para ambos surgirá un sentimiento que encontrarán el amor.

## Reparto
- Claude Amazan: Bougnat
- Isabelle Adjani: Rose
- Vincenzo Sartini: Roland
- Guy Allombert: un monitor
- Marie-Claude Rauzier
- Michel Théodon
- Christophe Charleroux
- Virginie Charleroux
- Michel Gérant